# Hamburg Freezers
Hamburg Freezers (HHF), är en  ishockeyklubb från Hamburg i Tyskland. De spelar sina hemmamatcher i Color Line Arena. 
Mellan 1999 och 2002 kallades de Munich Barons och spelade sina matcher i München. Freezers ägs av Anschutz Entertainment Group. Den 3 juni 2002 flyttade lagets ägare Philip Anschutz laget till Hamburg av finansiella skäl, och ändrade samtidigt namnet till Freezers.